# Slachthuis vijf
Slachthuis vijf, of De Kinderkruistocht (Slaughterhouse-Five, or The Children's Crusade) is een roman van Kurt Vonnegut uit 1969 die geldt als een voorbeeld van metafictie. Hij verhaalt hoe Billy Pilgrim ongewapend en zonder uitrusting als assistent aalmoezenier in de slag om de Ardennen belandt, gevangengenomen wordt en uiteindelijk in Dresden dwangarbeid in een slachthuis verricht vlak voor het bombardement.

## Inhoud
De roman begint met een inleiding door de auteur, die zich ook elders in de roman soms direct tot de lezer richt, waarin deze verklaart waarom hij het boek geschreven heeft en opent met de verzekering "Dit is allemaal min of meer waar gebeurd". Hij schrijft het werk met de opmerking van een uitgever in zijn achterhoofd dat het schrijven van een anti-oorlogsboek net zoiets is als het schrijven van een antigletscherboek, een frase die eveneens meermaals in het boek voorkomt. Het meest wordt de roman echter gekenmerkt door "so it goes", zo gaat dat, waarmee iedere teleurstelling, iedere zinloze wreedheid, iedere dood wordt becommentarieerd.
De protagonist Billy Pilgrim is een optometrist uit Ilium (Latijnse naam van Troje), een fictieve stad in de staat New York. Hij is als 'tijds-spasticus' losgeraakt van de tijd en reist op willekeurige momenten tussen willekeurige momenten in zijn verleden en toekomst. Zo krijgt de roman een caleidoscopische blik op zijn leven en dood. Er worden tal van buitenissige figuren ten tonele gevoerd waaronder de buitenaardse bewoners van Tralfamadore, die de tijd niet zien als een vlietende stroom momenten, maar vanuit een vierde dimensie als gebergten met toppen en dalen, mooie plaatsen en lelijke. Zij weten dat het universum uiteindelijk vernietigd zal worden door een van hun experimenten met een nieuwe brandstof en accepteren dat lot gelaten, "zo is dat moment gestructureerd". Aardbewoners worden door hen beschreven als de enige wezens die in een vrije wil geloven.
Hoewel de roman vooruitblikt naar latere episoden uit Pilgrims leven, vertelt hij in min of meer chronologische vorm het verhaal van een groep gedemoraliseerde Amerikaanse krijgsgevangenen die, geplaagd door honger en uitputting, gaandeweg hun vermogen tot medeleven en menselijke waardigheid verliezen. Parallel daaraan wordt verteld, eveneens min of meer chronologisch, hoe Pilgrims succesvolle leven uiteindelijk in een vreemde spiraal belandt als hij in een radio-uitzending over zijn ontmoetingen met Tralfamadorianen vertelt, en in toenemende mate zijn grip op de werkelijkheid lijkt te verliezen.
Zelf weet hij dan al een leven lang dat hij exact 31 jaar na het bombardement van Dresden in Chicago wordt geliquideerd.

## Ontvangst
De roman was in literaire kringen een doorslaand succes en geldt nog steeds als Vonneguts beste werk. In behoudende kringen in de VS was de reactie minder lovend en het boek werd in vele openbare bibliotheken en op scholen verboden. Tegenwoordig geldt het werk als een klassieker. Johannes Hendrikus Donner ziet in 1970 sterke verwantschap met Het stenen bruidsbed van Harry Mulisch.

## Verfilming
Het boek werd in 1972 verfilmd onder regie van George Roy Hill met de titel "Slaughterhouse-Five". In Nederland kreeg de film ook de naam: "Abattoir Vijf", in België: "Slachthuis 5". Glenn Gould verzorgde de muziek bij de film.